# Michael Verhoeven
Michael Verhoeven (ur. 13 lipca 1938 w Berlinie, zm. 22 kwietnia 2024) – niemiecki reżyser, scenarzysta, aktor i producent filmowy. Laureat Srebrnego Niedżwiedzia za najlepszą reżyserię na 40. MFF w Berlinie za film Okropna dziewczyna (1990).

## Życiorys
Syn niemieckiego reżysera Paula Verhoevena (nie należy go mylić z holenderskim reżyserem o tym samym imieniu i nazwisku). Od 1966 jest mężem austriackiej aktorki Senty Berger, z którą ma dwóch synów: aktora i reżysera Simona Verhoevena (ur. 1972) oraz aktora Lucę Verhoevena (ur. 1979).
Jego film O.K. (1970), w którym krytykował wojnę w Wietnamie, wywołał taki skandal na 20. MFF w Berlinie, że ze względu na niego jury zrezygnowało z przyznawania nagród, a imprezę niespodziewanie zakończono wcześniej niż planowano. Dzięki późniejszym głośnym filmom, Biała Róża (1982) i nominowana do Oscara dla najlepszego filmu obcojęzycznego Okropna dziewczyna (1990), stał się w niemieckiej kinematografii specjalistą od kina zaangażowanego politycznie.